# Ruslan M. Daud

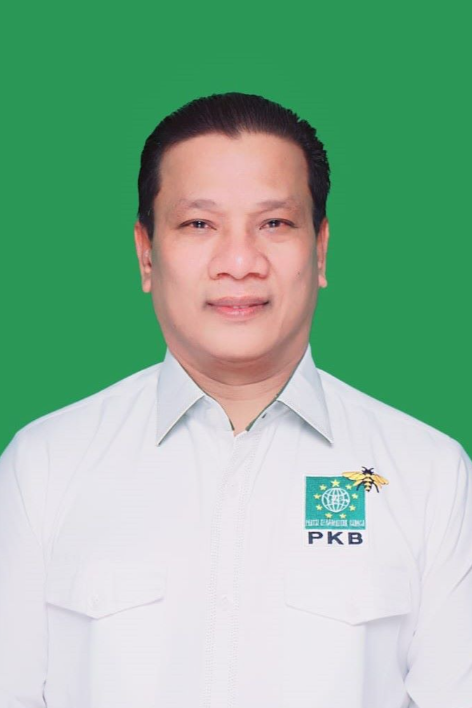
Ruslan M. Daud

Hāddsch Ruslan M. Daud (* 11. Mai 1970 in Samalanga, Bireuen, Aceh) ist ein indonesischer Politiker der Partai Aceh sowie seit 2017 der Nationalen Erweckungspartei PKB (Partai Kebangkitan Bangsa), der zwischen 2012 und 2017 Regierungspräsident des Regierungsbezirks Bireuen war und seit 2019 Mitglied des Volksvertretungsrates der Republik Indonesien DPR-RI (Dewan Perwakilan Rakyat Republik Indonesia) ist.

## Leben
Ruslan M. Daud besuchte von 1979 bis 1985 die Grundschule in Simplang Mamplam, zwischen 1985 und 1989 die Mittelschule in Pandrah sowie schließlich die Oberschule SMA (Sekolah Menengah Atas). Nach Beendigung der Schule begann er eine berufliche Tätigkeit als Unternehmer und war in den folgenden Jahren als Manager eines Minimarktes, einer Immobilienverwaltung, einer Druckerei, eines Elektronikvertriebshändlers, eines Restaurants und eines Hotels tätig. Zugleich war er von 2004 bis 2007 Vorsitzender des Acheh World Trade Center (AWTC) in Kuala Lumpur. Sein politisches Engagement begann er in der Provinzpartei Partai Aceh, deren Beirat er zwischen 2007 und 2017 als Mitglied angehörte.
Als Nachfolger von Nurdin Abdurrahman wurde er 2012 Regent des Regierungsbezirks Bireuen und bekleidete dieses Amt bis zu seiner Ablösung durch Saifannur. Während dieser Zeit engagierte er sich in zahlreichen anderen Ehrenämtern und Funktionen im Regierungsbezirk Bireuen und war unter anderem zwischen 2012 und 2013 Vorsitzender des Kuratoriums der Indonesischen Islamstudenten PII (Pelajar Islam Indonesia) sowie von 2013 bis 2018 Vorsitzender des Beirates der Pfadfinderbewegung (Gerakan Pramuka Indonesia). 2014 wurde er Vorsitzender des Kuratoriums des Indonesischen Verbandes junger Unternehmer (Himpunan Pengusaha Muda Indonesi) und wurde des Weiteren in Bireuren 2015 Vorsitzender des Kuratoriums des Roten Kreuzes (Palang Merah Indonesia) und 2016 Vorsitzender des Kuratoriums des Nationalen Jugendkomitee KNPI (Komite Nasional Pemuda Indonesia).

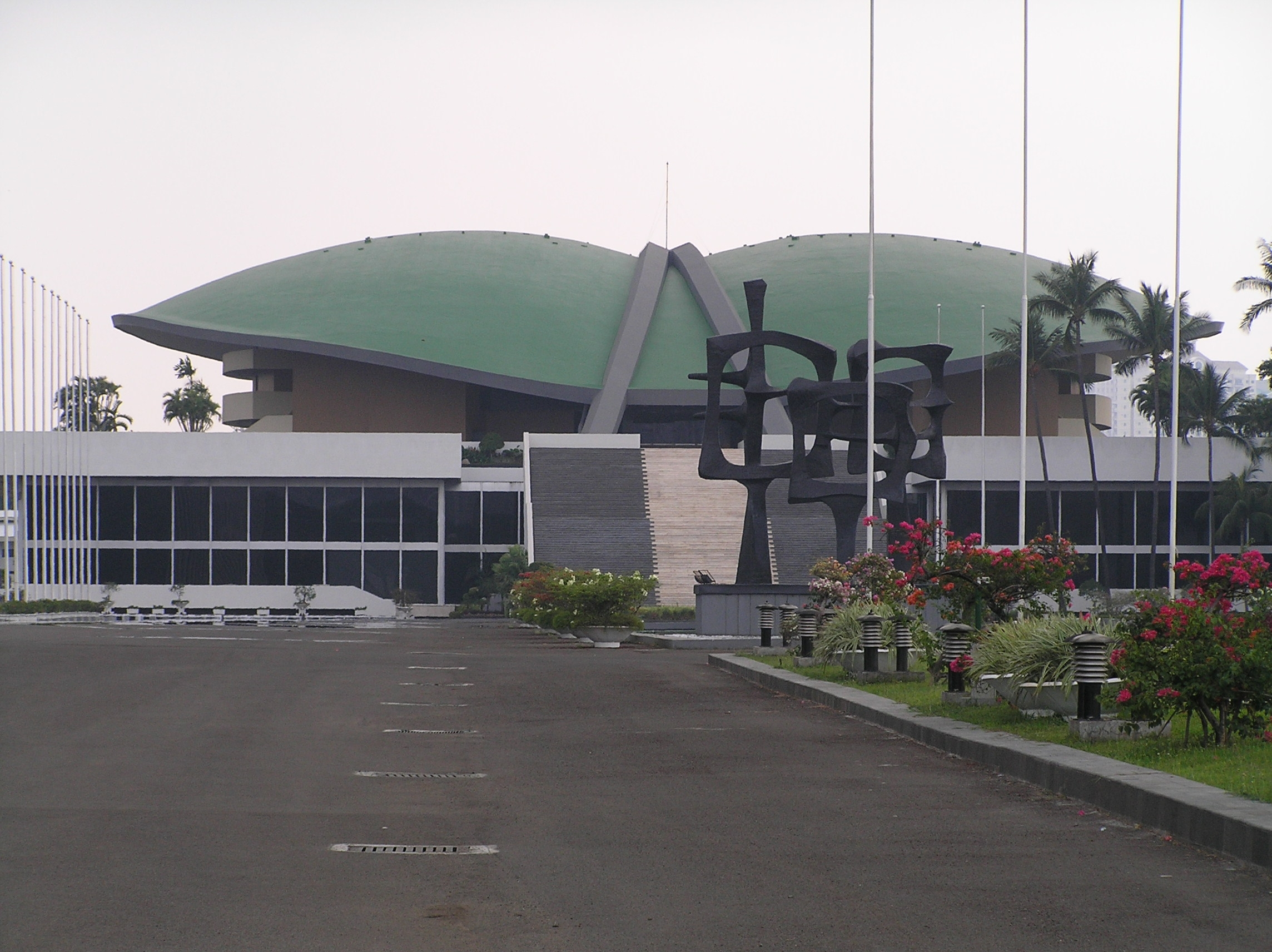
Das Gebäude des Volksvertretungsrates der Republik Indonesien, deren Mitglied er ist.

Nach seinem Austritt aus der Aceh Partai war Daud von 2017 bis 2018 Vorsitzender der Partai Gerindra in Bireuren und fungierte außerdem zwischen  2018 und 2019 als stellvertretender Vorsitzender der Sufismusorganisation Tasawuf-Tauhid-Fiqih (TASTAFI) in der Provinz Aceh. 2018 schloss er ein Studium im Fach Management am Institut für Wirtschaftswissenschaften STIE (Sekolah Tinggi Ilmu Ekonomi), der heutigen Universitas Indonesia Membangun INABA, mit einem Bachelor of Management ab.
Bei der Wahl am 17. April 2019 wurde Ruslan M. Daud als Kandidat der Nationalen Erweckungspartei PKB (Partai Kebangkitan Bangsa) im Wahlkreis ACEH II erstmals Mitglied des Volksvertretungsrates der Republik Indonesien DPR-RI (Dewan Perwakilan Rakyat Republik Indonesia) und gehört diesem seither an. In der bis 2024 dauernden Legislaturperiode ist er Mitglied des Sonderausschusses sowie der Kommission V, die für Infrastruktur und Verkehr zuständig ist.
Aus seiner Ehe mit Faridah binti Adam gingen drei Kinder hervor.